# La storia in giallo
La Storia in giallo è stata una trasmissione di ricostruzione storica trasmessa da Rai Radio 3 fra il 2002 e il 2010. È stata ideata e condotta da Antonella Ferrera.

## Storia del programma
La prima puntata è andata in onda il 7 giugno 2002 mentre l'ultima trasmissione è del 9 gennaio 2010.
Dal 16 gennaio la trasmissione è stata sostituita dal proprio sequel, Cuore di tenebra.

## La trasmissione
Il format prevedeva uno sceneggiato iniziale seguito da un'intervista ad uno o più esperti dell'argomento sceneggiato.

## Puntate
Questa lista è suscettibile di variazioni e potrebbe essere incompleta o non aggiornata.

| Numero | Personaggio                | Data              | Attore protagonista | Ospiti della trasmissione                  |
| ------ | -------------------------- | ----------------- | ------------------- | ------------------------------------------ |
| 1      | Joe Petrosino              | 7 aprile 2002     | Enrico Lo Verso     | Roberto Alajmo e Roberto Olla              |
| 2      | Agrippina                  | 14 aprile 2002    | Anna Maria Gherardi | Piero Rocchini e Danila Comastri Montanari |
| 3      | Jack lo squartatore        | 5 maggio 2002     | Cesare Barbetti     | Piero Rocchini e Danila Comastri Montanari |
| 4      | Beatrice Cenci             | 12 maggio 2002    | Micaela Esdra       | Piero Rocchini e Marina D'Amelia           |
| 5      | Abraham Lincoln            | 19 maggio 2002    | Ivo Garrani         | Piero Rocchini e Daniele Fiorentino        |
| 6      | Kaspar Hauser              | 26 maggio 2002    | Alfredo Pea         | Piero Rocchini e Ursula Bavai              |
| 7      | Leonarda Cianciulli        | 2 giugno 2002     | Anna Melato         | Piero Rocchini                             |
| 8      | La contessa Bathory        | 9 giugno 2002     | Ludovica Modugno    | Giorgio Pressburger e Gianni Pilo          |
| 9      | Concino Concini            | 16 giugno 2002    | Paolo Ferrari       | Marina D'Amelia e Mimmo De Masi            |
| 10     | Caso Mayerling             | 23 giugno 2002    | Cristina Boraschi   | Ursula Bavai e Giorgio Pressburger         |
| 11     | Gilles de Rais             | 30 giugno 2002    | Gabriele Lavia      | Piero Rocchini                             |
| 12     | Pompeo                     | 29 settembre 2002 | Gabriele Lavia      | Pier Luigi Caligaris e Piero Rocchini      |
| 13     | Michelangelo da Caravaggio | 6 ottobre 2002    | Gabriele Lavia      | Piero Rocchini                             |
| 14     | Aleksandr Puškin           | 13 ottobre 2002   | Giulio Scarpati     | Piero Rocchini                             |
| 15     | La Monaca di Monza         | 20 ottobre 2002   | Loredana Martinez   | Piero Rocchini e Liliana Madeo             |
| 16     | Ettore Majorana            | 27 ottobre 2002   | Giulio Scarpati     | Piero Rocchini e il professore Amaldi      |
| 17     | Charlotte Corday           | 3 novembre 2002   | Loredana Martinez   | Piero Rocchini e Roberto Olla              |